# René Dekkers
René Dekkers (Antuérpia, 27 de novembro de 1909 - Antuérpia, 22 de outubro de 1976) foi um advogado belga. É geralmente considerado um dos maiores advogados belgas de língua holandesa do século XX. Ele foi particularmente ativo no direito civil, no direito comparado e na história do direito.

## Biografia
René Dekkers nasceu na Antuérpia em 29 de novembro de 1909, onde estudou no Royal Atheneum. Estudou direito na Universidade Livre de Bruxelas (ULB) e graduou-se em 1932. Em 1936, foi nomeado professor do curso de Direito Romano da mesma universidade.
Em 1946, Dekkers foi nomeado professor de direito Romano na Universidade de Ghent. Em 1956, suas atribuições foram estendidas ao direito civil e direito processual civil. Também lecionou em filosofia jurídica e direito comparado em Ghent e Bruxelas.
Dekkers foi nomeado reitor da Faculdade de Direito de Ghent em 1958, cargo que ocuparia até 1966. De 1966 a 1970, foi reitor da Universidade de Lubumbashi (Congo-Quinxassa). Dekkers morreu na Antuérpia em 22 de outubro de 1976, aos 66 anos.

## Trabalho
O trabalho de Dekkers na área do direito civil teve uma influência principal tanto na doutrina jurídica Belga como na jurisprudência do país. Sua primeira publicação importante foi Biblioteca Belgica Juridica (1951), seguida por Le droit privé des peuples (1953). No auge de sua carreira acadêmica, Dekkers escreveu, sozinho, à mão, e em francês, seu Précis de droit civil Belge (1954-56). Também escreveu à mão, porém em holandês, o Handboek Burgerlijk Recht entre 1956 e 1958. Dekkers queria fornecer a seus alunos e os advogados em geral, um manual teórico e confiável para a aplicação do direito civil. Ambos foram considerados sucessos nesse aspecto, uma vez que tanto o Handboek como o Précis foram editados e lançados novamente em 1971. Sua contribuição mais importante é, sem dúvida, seu Manual de Direito Civil (publicado entre 1956 e 1958), um resumo em três partes, em língua holandesa, do Traité élémentaire de droit civil belge, de seu professor Henri De Page. Dekkers também fez uma grande contribuição para a criação do Traité de De Page.

## Honras
- 1948: Membro da Academia Real Flamenga de Ciências e Artes da Bélgica, Classe de Artes.
- 1949: Membro estrangeiro da Sociedade de Literatura Holandesa, Leiden.
- 1969: Doutorado honorário da Universidade de Groningen.

## Publicações Selecionadas
- - La fiction juridique. Étude de droit romain et de droit comparé, 1935
  - Het humanisme en de rechtswetenschap in de Nederlanden, 1938
  - Traité élémentaire de droit civil belge, deel IV - X-2 (als medewerker van Henri De Page)
  - Bibliotheca Belgica juridica, 1951
  - Le droit privé des peuples, 1953
  - Handboek Burgerlijk Recht (Précis de droit civil belge), 3 dln., 1956-58

## Leitura Complementar
- Raoul C. VAN CAENEGEM, Legal historians I have known: a personal memoir, in: Rechtsgeschichte, Zeitschrift des Max-Planck-Instituts für europäische Rechtsgeschichte, 2010, blz. 253-299.